# Rhaphium ciliatum
Rhaphium ciliatum är en tvåvingeart som beskrevs av Charles Howard Curran 1929. Rhaphium ciliatum ingår i släktet Rhaphium och familjen styltflugor. Inga underarter finns listade i Catalogue of Life.